# 좁쌀공말
좁쌀공말 또는 볼복스(Volvox)는 좁쌀공말과 좁쌀공말속(Volvox)에 속하는 녹조류의 총칭이다. 두 개의 같은 길이의 편모를 갖는 수천 개의 세포가 있으며, 지름이 0.2 ~ 1.3mm인 공 모양의 군체를 만든다.
대부분의 세포는 분열능력을 갖지 않지만, 군체의 뒷부분에 생식포(生殖胞)가 있고, 성숙하면 편모를 잃고 커진다. 봄·여름철에 못과 늪에서 볼 수 있으며, 물을 녹색으로 착색시키는 것도 있다.
생식법은 초기에는 무성생식을 하고, 후기에는 유성생식을 한다. 무성생식에는 생식세포가 세로로 분열을 반복하여 공 모양의 군체로 된 후 함입법과 유사한 방법을 통하여 행하며, 각 세포가 바깥쪽으로 향한 보통의 낭군체가 된다. 낭군체는 어미군체가 파괴될 때 생긴 것이며, 남은 모군체는 얼마간 생존하다가 죽는다. 유성생식은 난자생식으로 암수한몸 또는 암수딴몸이다. 생식세포가 장정기(藏精器)와 장란기(藏卵器)로 분화되어, 어미군체로부터 나온 정자가 장란기 내에 들어와 수정을 한다. 수정란은 휴면 후 감수분열하여 후에 군체로 발육하는 유주자(遊走子)를 만든다.

## 참고 자료
- 이 문서에는 다음커뮤니케이션(현 카카오)에서 GFDL 또는 CC-SA 라이선스로 배포한 글로벌 세계대백과사전의 내용을 기초로 작성된 글이 포함되어 있습니다.